# 캘리포노사우루스
캘리포노사우루스(californosaurus)는 1934년 미국 캘리포니아주에서 발견되었으며, 10m, 3feet에 달하는 길이와 무게를 가졌다. 스페인어로는 칼리포르노사우루스(californosaurus)라고도 부른다(스페인어로 캘리포니아를 "칼리포르니아"라고 부르기 때문이다).